# Macroscepis diademata
Macroscepis diademata là một loài thực vật có hoa trong họ La bố ma. Loài này được (Ker Gawl.) W.D. Stevens mô tả khoa học đầu tiên năm 1983.